# Astralwerks
A Astralwerks é uma editora musical norte-americana criada em 1993, especializada em música electrónica e dance music. Pertencente ao Universal Music Group, os seus produtos são distribuídos pela Capitol Music Group, e também comercializa material da EMI Music Australia.

## Artistas
- 22-20s
- Adam F
- Air (EUA)
- Alpha (banda)
- Alpinestars
- Ambulette
- Amorphous Androgynous
- Craig Armstrong
- Athlete
- Audio Bullys
- The B-52's
- Basement Jaxx
- Bat for Lashes
- The Bees
- Bentley Rhythm Ace
- The Beta Band
- Blue Six
- Boymerang
- Cassius (banda)
- The Chemical Brothers
- Clinton (banda) (Luaka Bop/Astralwerks)
- BJ Cole
- The Concretes
- Graham Coxon
- The Daedalus Project
- David Guetta
- Day One
- Deadmau5
- Digitalism
- Brian Eno
- Fatboy Slim
- Fierce Ruling Diva
- Fluke
- Freaky Chakra
- Future Sound of London
- Gabin
- The Golden Republic
- Steve Hackett (US)
- Gemma Hayes
- H Foundation
- Hot Chip
- The Irresistible Force
- Joi
- King Biscuit Time
- Kings of Convenience
- The Kooks
- k-os
- Kraftwerk
- Kylie Minogue (Estados Unidos)
- The Little Ones
- Miguel Migs (Naked Music/Astralwerks)
- Miss Kittin
- μ-ziq
- Ben Neill
- Neu!
- Beth Orton
- Erlend Øye
- Pet Shop Boys (US)
- Phoenix
- Photek
- Plastilina Mosh
- Playgroup
- Primal Scream
- Radio 4
- Röyksopp
- Les Rythmes Digitales
- Seefeel
- Sia Furler
- Simian
- Skylab
- The Sleepy Jackson
- Small Sins
- Sondre Lerche
- Source Direct
- Spacetime Continuum
- Sparklehorse
- Sunna
- System 7
- Sébastien Tellier
- Tracey Thorn
- Tranquility Bass
- Turin Brakes
- Überzone
- VHS or Beta
- Luke Vibert
- Wagon Christ
- West Indian Girl
- Yoko Ono